# Victor San Marino
Maillots
Le Victor San Marino  est une équipe de football basée à Serravalle (Saint-Marin). Elle a pour particularité d'être la seule évoluant dans le championnat italien. Elle joue à domicile dans le Stadio Olimpico et évolue en Serie D pour la saison 2023-24. Le club est exclu du football italien en 2020 à la suite d'une liquidation judiciaire. En 2021 il est refondé sous le nom du Victor San Marino

## Histoire

### Les débuts
L'histoire du club débute officiellement en 1960 lorsque la Fédération Saint-marinaise de football évoque l'idée d'engager une de ses équipes dans le championnat italien. L'année précédente, l'expérience avait été faite avec une autre société, en l'occurrence la Libertas- Tre Penne.
Naquit ainsi la Società Sportiva Serenissima qui hérite des couleurs de la Libertas- Tre Penne et de sa première pelouse, à Fiorentina.
Les performances viendront très rapidement puisque l'année suivante, l'équipe qui évoluait en Seconde Catégorie obtient sa promotion dans la division supérieure aux dépens du Chiavicone de Forli.

### L'ère A.C San Marino
À partir de 1965, le club jusqu'ici contrôlé par la Fédération nationale, passe aux mains d'intérêts privés qui élisent à sa tête l'industriel Carlo Tonolli.
En 1973, après plusieurs saisons en dents de scie, la Serenissima descend dans la division inférieure après avoir connu un nouveau président en la personne de Giancarlo Ghironzi.
Le changement du nom intervient lorsque la Serenissima décide d'unir ses forces avec un autre club local, la Juvenes donnant naissance à l'A.C San Marino qui participe durant cette saison 1973-1974 au championnat dit de Promotion.
Côté financier, l'association se retrouve rapidement en déficit.

### En route vers la Serie C
Et c'est en 1985 que le club va connaître un tournant décisif. Emmenée par le duo Gabriele Lucchi - Germano De Biagi, Saint-Marin Calcio obtient trois promotions en à peine quatre ans, atteignant la Serie C2. La société décide même de changer son nom, passant de A.C San Marino à San Marino Calcio. Le premier championnat disputé dans la catégorie est un échec : le San Marino Calcio termine avant-dernier et se voit rétrograder en Serie D.

### Les années 90
Durant cette décennie, la San Marino Calcio évoluera donc en Serie D à l'exception de deux saisons où elle rejoindra l'Eccellenza et obtiendra autant de succès. Lors de l'ultime saison du XXe siècle, le club se renforce en accueillant sur la banc Sauro Trillini, ex-entraîneur du Sansepulcro. L'équipe atteint très rapidement la tête du classement, cependant quelques défaites coûteront la tête du technicien constatant impuissant la chute de sa formation au pied du podium.
L'équipe est alors confiée à Franco Bonaforti qui, à base d'un programme très différent de son prédécesseur, obtiendra la consécration en remportant l'exercice 1999/2000 et la promotion en division supérieure promise au vainqueur.

### Les années 2000
La saison suivante ne sourira pas au San Marino Calcio. La méthode Bonaforti s'essouffle et l'équipe désormais aux mains de Mirko Fabbri peine à atteindre la dixième place du classement. Et la valse des entraîneurs continuera: Romeo Azzali emmène les Titans au sixième cran, manquant de peu les play-off. Play-off que la San Marin Calcio atteindra l'année suivante, cédant malheureusement en demi-finale face à la formation de l'Ombrie, Gualdo 3 buts à 2. Bis repetita en 2004 où cette fois les hommes de Massimo Morgia sont balayés par le Cisco Roma. La satisfaction viendra de la FIGC qui permet au San Marino Calcio d'être promu en Serie C1 à la barbe des nombreuses autres sociétés en faillite. Une saison 2005/2006 à oublier puisque le club sera sauvé grâce à de bons play-outs.
En décembre 2006, le San Marino Calcio sera agité côté coulisses. En effet, Werther Cornieti alors président du club se déchargera de ses fonctions au profit de l'entrepreneur saint-marinais Daniele De Luigi. Le club perd sa place en C1 après une défaite aux play-outs. Après une bonne saison 2007-08, le club finit 5e de la Série C2 et perd en demi-finale des play-offs. La saison 2008-09 (dans la nouvelle division Ligue Pro Deuxième Division qui remplace la Serie C2) se finit en assurant sa place dans la division par une victoire lors des play-outs.

### La fin (2020)
Le club est exclu du championnat de Série D en 2020 pour cause de faillite.

## Logo du club

Associazione Calcio San Marino
San Marino Calcio